# Затолокино
Затоло́кино — село Миткирейского сельсовета Бековского района Пензенской области.

## География
Село расположено в западной части Бековского района при слиянии двух рукавов Миткирея в одну речку. Расстояние до административного центра сельсовета село Миткирей — 5 км, до районного центра пгт Беково — 19 км.

## Палеонтология
В 1973 году рядом с селом в карьере по добыче песчаника обнаружен отпечаток скелета плезиозавра из семейства поликотилид, обитавшего в сантонском веке мелового периода. Сохранившиеся голову, шею и передние конечности исследовал профессор В. Г. Очев и назвал животное Georgia penzensis (впоследствии переименовано в Georgiasaurus penzensis), в честь своего отца. В 2017 году этот образец Georgiasaurus стал первым крупным палеонтологическим объектом, исследованным в России при помощи мультиспиральной компьютерной томографии (МСКТ).

## История
По исследованиям историка-краеведа Полубоярова М. С., село основано между 1830 и 1840 годами поручиком Андреем Дмитриевичем Затолокиным. В 1878 году помещицей Любовью Александровной Затолокиной построен однопрестольный, деревянный храм с колокольней во имя святителя Иоанна Предтечи, который впоследствии был расширен и вновь освящён 15 января 1902 года.. В 1911 году — село Затолокино (Миткирей) Хованской волости Сердобского уезда Саратовской губернии, имелись церковь, церковно-приходская школа, 75 дворов, численность приписного населения всего — 435 душ, из них мужского пола — 200 душ, женского — 235 душ; крестьянских посевов 167 десятин, из них на надельной земле — 127 десятин, на арендованной — 40 десятин, имелись 8 железных плугов. В 1918 году село — центр новообразованной Затолокинской волости Сердобского уезда. В 1923 году — в составе Бековской волости Сердобского уезда Саратовской губернии. До 17 марта 1924 года — центр Затолокинского сельсовета Бековской волости Сердобского уезда Саратовской губернии. На 20 июля 1927 года село находилось в Берёзовском сельсовете Бековской волости. В феврале 1939 года село вошло во вновь образованную Пензенскую область в составе Бековского района. В 1940—1945 годах — центр Затолокинского сельсовета Бековского района Пензенской области. В 1955 году — в составе Миткирейского сельсовета Бековского района Пензенской области, в селе располагался колхоз имени Маленкова, в 1980–х годах — совхоз «Луговой».

## Известные люди
- Губин Константин Михайлович (?, с. Затолокино Сердобского уезда Саратовской губернии, ныне Бековского района – 02.03.1919, с. Бакуры Сердобского уезда) — советский государственный и партийный деятель. В конце 1917 года участвовал в установлении Советской власти в городе Сердобск, был избран председателем уездного исполкома. Делегат 6-го Всероссийского съезда Советов (ноябрь 1918 года). Погиб во время крестьянского восстания в селе Бакуры. Похоронен на главной площади Сердобска. Его именем названа одна из улиц города.[11]

## Население
На 1 января 2004 года — 105 хозяйств, 291 житель; в 2007 году — 264 жителя. Численность населения на 1 января 2011 года составила 250 человек.
| Численность населения, чел. | Численность населения, чел. | Численность населения, чел. | Численность населения, чел. | Численность населения, чел. | Численность населения, чел. | Численность населения, чел. | Численность населения, чел. | Численность населения, чел. | Численность населения, чел. |
| 1911                        | 1926                        | 1939                        | 1959                        | 1979                        | 1989                        | 1996                        | 2004                        | 2007                        | 2010                        |
| --------------------------- | --------------------------- | --------------------------- | --------------------------- | --------------------------- | --------------------------- | --------------------------- | --------------------------- | --------------------------- | --------------------------- |
| 435                         | ↘418                        | ↘248                        | ↘210                        | ↗251                        | ↗328                        | ↘327                        | ↘291                        | ↘264                        | ↘250                        |

## Инфраструктура
В селе имеются основная школа, дом культуры, столовая, магазин, фельдшерско-акушерский пункт. Село газифицировано, имеется централизованное водоснабжение.
К селу подходит автодорога местного значения с щебенчатым покрытием «Миткирей — Затолокино» длиной 7,1 км, соединяющая село с региональной автодорогой с асфальтовым покрытием «Беково — Миткирей».

## Улицы
- Зелёная;
- Набережная;
- Полевая;
- Школьная.